# Каудзіте
Каудзіте — брати, латвійські письменники і вчителі, уродженці Ліфляндії.
Рейніс Каудзіте (Рейнгольд Каудзіте, латис. Reinis Kaudzīte; псевдонім Р. Відземніек; *30 квітня 1839, Вецпіебалгська волость — †21 серпня 1920, Вецпіебалгська волость).
Матіс Каудзіте (Матвій Каудзіте, латис. Matīs Kaudzīte; псевдонім Калнініек; *6 серпня 1848, Вецпіебалгська волость — †8 листопада 1926, Вецпіебалгська волость).

## Біографія
З 1868 народними вчителями в Вецпіебалге. Відомі своїм оригінальним романом «Mērnieku laiki» («Часи землемірів»; 1879), переведеним на німецьку мову, а також підручниками з латвійської орфографії і граматики, загальної історії та географії. Матіс Каудзіте перевів на латвійську мову кілька віршів Пушкіна і Лермонтова.